# Antidepresiv triciclic
Antidepresivele triciclice (prescurtate ATC) sunt o clasă de medicamente utilizate în general ca antidepresive, fiind o opțiune de tratament de a doua intenție după ISRS. Au fost descoperite începând cu anii 1950 și utilizate începând cu finalul acestei decade. Denumirea lor provine de la faptul că sunt compuși ciclici formați din 3 cicluri; clasa antidepresivelor tetraciclice este analoagă (compușii conțin 4 cicluri). Deși sunt uneori utilizate pentru tulburările depresive, ATC au fost înlocuite în practica clinică de antidepresive moderne, mai sigure în caz de supradoză și mai bine tolerate, precum ISRS și IRSN.